# Коротка історія семи вбивств
«Коротка історія семи вбивств»  (англ. A Brief History of Seven Killings) — роман ямайського письменника Марлона Джеймса, опублікований 2014 року. 2015 року книжка здобула Букерівську премію. Марлон Джеймс став першим письменником з Ямайки, який був удостоєний такої нагороди.
Книжка заснована на реальних подіях. Роман охоплює кілька десятиліть і зосереджений довкола замаху 1976 року на Ямайці на «короля реґі» Боба Марлі, а також низки інших історичних подій. Відштовхуючися від цього нападу, Марлон Джеймс розповідає непросту історію про ямайську політику, бідність, нерівність, війни між кримінальними бандами ямайських гето, а також Америку 1980-х років.

## Про книжку
Роман складається з 5 розділів, кожний з яких названий на честь музичного треку й охоплює події одного дня:
- «Первісні рокери» (Original Rockers): 2 грудня 1976.

Розділ має назву альбому (1979) ямайського реґі та даб-музиканта і продюсера Оґастеса Пабло.
- «Нічний наліт» (Ambush in the Night): 3 грудня 1976.

Розділ має назву відомої пісні Боба Марлі, яку він створив після замаху на його життя в грудні 1976 року.
- «Танець тіні» (Shadow Dancing): 15 лютого 1979.

Розділ має назву диско-альбому та пісні, яку написав 1978 року Енді Ґібб, один із солістів гурту «Бі Джиз».
- «Білі доріжки / Хлопці в Америці» (White Lines / Kids in America): 14 серпня 1985.

Розділ названий за однойменними композиціями Мелло Мела 1983 року і Кіма Вайлда 1981 року.
- «Вбивство діджея» (Sound Boy Killing): 22 березня 1991.

Розділ названий за однойменною композицією Меґа Бантона.
Права на екранізацію роману викупив телеканал HBO.

## Переклад українською
Коротка історія семи вбивств / Марлон Джеймс ; пер. з англ. А. Хлівного, Л. Хлівної. — Львів : Видавництво Старого Лева, 2018. — 920 с.